# Alejandro Semenewicz
Alejandro Estanislao Semenewicz (Buenos Aires, 1 de junio de 1949-Villa Domínico, 1 de abril de 2024), apodado el Polaco, fue un futbolista argentino que se desempeñó tanto como defensa, centrocampista o delantero. Es considerado como uno de los mayores ídolos de la historia del C. A. Independiente de Avellaneda.
Ganó un total de 10 títulos en seis años en la institución: cuatro Copas Libertadores, tres Copas Interamericanas, dos ligas y la Copa Intercontinental (1973) en el Estadio Olímpico de Roma al local Juventus. También, es uno de los mayores ídolos históricos y jugadores más destacados del Club Deportivo Morón, club del cual es hincha y en el que debutó como jugador profesional, llegando a ascender con Morón a la Primera División del fútbol argentino con tan solo 19 años. Además, allí se retiró como futbolista en 1982. Entre 1979 y 1981 jugó en el grande de Colombia, Nacional de Medellín, y Cipoletti.
Se caracterizaba por ser un futbolista "todoterreno", veloz, ágil y dotado con una gran técnica y fuerza física. Podía jugar tanto de defensa, mediocampista o delantero. En Morón fue una de las piezas fundamentales para conseguir el ascenso a Primera División en 1968, siendo la figura principal de aquel equipo, que llamó la atención de varios clubes importantes como River Plate o Boca Juniors, pero finalmente terminó fichando por el "Rojo de Avellaneda". En su estadía en el club de Avellaneda (que estaba pasando su época más dorada) logró una gran cantidad de títulos (10) y hasta convocaciones al seleccionado nacional, llegó a destacarse en el plano internacional por sus dotes futbolísticos. Entre ellos tenía una gran visión de juego, manejando los hilos de la defensa y el ataque desde el mediocampo, su inteligencia en los partidos fundamentales lo hacían un jugador más que confiable cuando los partidos complicados se presentaban tanto para el "Gallo" como para el "Rojo".
Jugó un total de nueve partidos para la Selección de fútbol de Argentina durante su estadía en los "Diablos Rojos".

## Trayectoria
El polaco, como se le conocía por sus orígenes, inició siendo jugador del C.D. Morón en 1968, antes de pasar al C.A. Independiente en 1970, donde ese mismo año ganó el Campeonato Metropolitano.
Repitió el título la siguiente temporada e hizo buenas campañas en los torneos nacionales y metropolitanos, costo que le valió para participar en la Copa Libertadores de América.
Las Copas Libertadores de 1972, 1973, 1974 y 1975, él y su equipo las ganó logrando hasta la fecha el único tetracampeonato de un club en la competencia continental.
A esas conquistas se le sumaron el tricampeonato de la Copa Interamericana y la Copa Intercontinental 1973.
Después de esos éxitos, pasó al Atlético Nacional de la Primera División de Colombia, donde estuvo hasta 1979, ya que en 1980, estuvo en el Cipolletti y de 1981 a 1982, retornó al Morón donde se retiró.

## Selección nacional
Debutó con la Selección de Argentina el 1 de junio de 1972, curiosamente el día de su cumpleaños, donde ganó por 4-3 en Santiago contra Chile en la Copa Carlos Dittborn.
Días después, jugó la Copa Independencia de Brasil un par de encuentros contra la Selección Francesa, la CAF y de la Concacaf, ganando por 2-0 y 7-0 respectivamente. Sus 9 partidos internacionales fueron todos los del torneo.

## Muerte
Alejandro Estanislao Semenewicz murió el lunes 1 de abril de 2024 al sufrir un paro cardíaco en el predio de Villa Domínico del Club Atlético Independiente donde trabajaba diariamente dentro del área de captación.
El exfutbolista se descompensó y fue atendido rápidamente por el doctor Enrique Prada, mientras que enseguida llegaron dos ambulancias, pero no pudieron reanimarlo. Al momento de su fallecimiento, estaba junto a Francisco Pedro Manuel 'Pancho' Sá. A raíz de esto, se suspendieron los entrenamientos tanto de Primera como de Reserva y Juveniles.

## Clubes
| Club              | País      | Año       |
| ----------------- | --------- | --------- |
| Morón             | Argentina | 1968-1969 |
| Independiente     | Argentina | 1970-1976 |
| Atlético Nacional | Colombia  | 1977-1979 |
| Cipolletti        | Argentina | 1980      |
| Morón             | Argentina | 1981-1982 |

## Palmarés

### Títulos nacionales
| Título           | Equipo        | País      | Año    |
| ---------------- | ------------- | --------- | ------ |
| Primera División | Independiente | Argentina | M-1970 |
| Primera División | Independiente | Argentina | M-1971 |

### Títulos internacionales
| Título                | Club          | Sede        | Año  |
| --------------------- | ------------- | ----------- | ---- |
| Copa Libertadores     | Independiente | Avellaneda  | 1972 |
| Copa Libertadores     | Independiente | Montevideo  | 1973 |
| Copa Interamericana   | Independiente | Tegucigalpa | 1973 |
| Copa Intercontinental | Independiente | Roma        | 1973 |
| Copa Libertadores     | Independiente | Santiago    | 1974 |
| Copa Interamericana   | Independiente | Guatemala   | 1974 |
| Copa Libertadores     | Independiente | Asunción    | 1975 |
| Copa Interamericana   | Independiente | Caracas     | 1976 |